# آرسوك
آرسوك (بالجرينلاندية: Arsuk)، قرية تتبع بلدية سيرمرسوك في جنوب غرب جرينلاند التابعة لمملكة الدنمارك. يعني اسم آرسوك المكان الحبيب في اللغة الجرينلاندية..

## النقل والمواصلات
بآرسوك مرسى يستخدم لرسو العبارة الساحلية الخاصة بخط أومياك القطبي الشمالي لريبط القرية مع باميوت في الشمال والتي تبعد حوالي 6 ساعات ونصف، وكاكورتوك في جنوب شرق البلاد (9 ساعات ونصف)، وهي المدن التي تخدمها شركة طيران جرينلاند للوصول إلى باقي أنحاء البلاد.

## السكان
بلغ عدد سكان آرسوك 156 نسمة عام 2010.